# Plaça del Mercadal d'Agramunt
La Plaça del Mercadal d'Agramunt és un conjunt urbà que, per les seves característiques morfològiques, urbanístiques, arquitectòniques i constructives, conserva la configuració original i integral de l'urbanisme i l'arquitectura de les places neoclàssiques del segle xix a Catalunya i destaca per l'harmonia i la continuïtat de la traça de la seva planta i la configuració tipològica i morfològica dels seus edificis. Va ser declarada bé cultural d'interès nacional l'octubre de 2015.
La situació de la Plaça del Mercadal és una fita que configura una imatge urbanística i arquitectònica de gran interès dins el marc urbà que li dona suport. Al mateix temps, la relació entre aquest conjunt i l'espai físic on és situat ha establert un diàleg ambiental que al llarg del temps ha donat una gran entitat urbanística, històrica, arquitectònica, emblemàtica i cultural a la població d'Agramunt, que ha ultrapassat l'àmbit local i comarcal fins a arribar a expressar aquests valors a nivell nacional.

## Descripció
Plaça quadrada simètrica i porticada. A cada una de les quatre cares correspon vuit arcades d'aresta corresponents als coberts de davant de les cases, les quals totes tenen la mateixa fisonomia. No hi ha la presència de cantonades perquè en cada extrem hi ha les interseccions dels carrers. De les cases del Mercadal, poques en conserven l'estructura original: nombrosos establiments comercials ocupen les cares de nord i de ponent. Ha estat el centre de la vida recreativa de la població, i encara avui serveix de marc a nombroses manifestacions culturals i d'esbarjo. Actualment, està pavimentada amb una font al mig, bancs i arbustos.

## Història
Es va construir al llarg del segle xix en un indret fora de la muralla i comprès entre els dos camins que pujaven al convent de Sant Francesc. Era un lloc estratègic d'encreuament de carrers o camins creats arran del creixement del poble en l'època de la repoblació. El porxo era l'element aglutinatiu de l'espai funcional, un espai intermedi entre la casa i el carrer. El plànol de la plaça és del 1804. Els possibles autors de projecte són Pere Bertren Pahissa (1705-1782); Tomàs Bertran Soler, Silvestre Pérez (1767-1825). El projecte fou construït com a eina de creixement d'una població. Mostra una idea de modernitzar la ciutat. Les cases es projectaren de cara a les famílies benestants, propietàries de finques de conreu. La planta baixa era una entrada espaiosa (pels carros) i dues plantes més destinades a l'habitatge i les golfes. Més endavant foren ocupades per tallers artesans.